# Ám sát bất thành Ronald Reagan
Vào ngày 30 tháng 3 năm 1981, Tổng thống thứ 40 của Hoa Kỳ Ronald Reagan bị John Hinckley Jr. bắn và làm bị thương tại Washington, D.C., khi ông đang quay trở lại xe limousine của mình sau một buổi diễn thuyết tại Washington Hilton. Hinckley tin rằng vụ tấn công sẽ gây ấn tượng với nữ diễn viên Jodie Foster, người mà ông đã phát triển một nỗi ám ảnh về tình dục sau khi xem cô trong bộ phim Taxi Driver năm 1976.
Reagan bị thương nghiêm trọng do một viên đạn súng lục ổ quay bật ra khỏi hông xe limousine của tổng thống và bắn trúng vào nách trái của ông, làm gãy một xương sườn, thủng phổi và gây chảy máu trong nghiêm trọng. Ông đã gần chết khi đến Bệnh viện Đại học George Washington nhưng đã được ổn định trong phòng cấp cứu; sau đó ông đã trải qua cuộc phẫu thuật thăm dò khẩn cấp. Ông đã hồi phục và được xuất viện vào ngày 11 tháng 4. Không có sự viện dẫn chính thức nào đối với các phần 3 hoặc 4 của Tu chính án thứ 25 của Hiến pháp (liên quan đến việc phó tổng thống đảm nhận các quyền hạn và nhiệm vụ của tổng thống), mặc dù Bộ trưởng Ngoại giao Alexander Haig tuyên bố rằng ông "nắm quyền kiểm soát ở đây" tại Nhà Trắng cho đến khi Phó Tổng thống George H. W.  Bush trở về Washington từ Fort Worth, Texas. Haig đứng thứ tư trong danh sách kế vị sau Bush, Chủ tịch Hạ viện Tip O'Neill và Chủ tịch Thượng viện tạm quyền Strom Thurmond.
Thư ký báo chí Nhà Trắng James Brady, mật vụ Tim McCarthy và cảnh sát D.C. Thomas Delahanty cũng bị thương. Cả ba đều sống sót, nhưng Brady bị tổn thương não và bị tàn tật vĩnh viễn. Cái chết của ông vào năm 2014 được coi là một vụ giết người vì cuối cùng là do chấn thương của ông.
Hinckley được tuyên bố vô tội vì lý do mất trí đối với cáo buộc cố gắng ám sát tổng thống. Ông vẫn bị giam giữ tại Bệnh viện St. Elizabeth, một cơ sở tâm thần của D.C. Vào tháng 1 năm 2015, các công tố viên liên bang tuyên bố rằng họ sẽ không buộc tội Hinckley về cái chết của Brady, mặc dù giám định y khoa phân loại cái chết của ông là một vụ giết người. Hinckley được thả khỏi cơ sở chăm sóc tâm thần vào ngày 10 tháng 9 năm 2016.
Vụ xả súng này là lần đầu tiên cũng như cuối cùng một tổng thống đương nhiệm bị thương trong một vụ ám sát.

## Động cơ
John Hinckley Jr. mắc chứng cuồng dâm và động cơ cho vụ tấn công của hắn xuất phát từ nỗi ám ảnh với nữ diễn viên nhí Jodie Foster. Khi sống ở Hollywood vào cuối những năm 1970, hắn đã xem bộ phim Taxi Driver ít nhất 15 lần, dường như rất đồng cảm với nhân vật chính Travis Bickle, do nam diễn viên Robert De Niro thủ vai. Câu chuyện kể về những nỗ lực của Bickle nhằm cứu một cô gái mại dâm trẻ em do Foster thủ vai. Về cuối phim, Bickle cố gắng ám sát một thượng nghị sĩ Hoa Kỳ đang tranh cử tổng thống. Trong những năm sau đó, Hinckley đã theo dõi Foster khắp đất nước, thậm chí còn đăng ký một khóa học viết văn tại Đại học Yale vào năm 1980 sau khi đọc trên tạp chí People rằng cô là sinh viên ở đó. Hắn đã viết rất nhiều lá thư và ghi chú cho cô vào cuối năm 1980. Hắn đã gọi điện cho cô hai lần và từ chối bỏ cuộc khi cô cho biết cô không hứng thú với hắn.
Hinckley tin rằng ông sẽ ngang hàng với Foster nếu ông trở thành một nhân vật quốc gia. Ông quyết định noi gương Bickle và bắt đầu theo dõi Tổng thống Jimmy Carter. Ông ngạc nhiên vì việc tiếp cận tổng thống dễ dàng đến thế—ông chỉ cách tổng thống một bước chân tại một sự kiện—nhưng đã bị bắt vào tháng 10 năm 1980 tại Sân bay quốc tế Nashville và bị phạt vì tội tàng trữ vũ khí trái phép. Carter đã dừng chân vận động tranh cử ở đó, nhưng FBI không liên kết vụ bắt giữ này với tổng thống và không thông báo cho Cơ quan Mật vụ. Cha mẹ ông đã đưa ông vào chăm sóc của một bác sĩ tâm thần trong thời gian ngắn. Hinckley chuyển sự chú ý của mình sang Ronald Reagan, người mà ông nói với cha mẹ mình rằng cuộc bầu cử của ông sẽ tốt cho đất nước. Ông đã viết thêm ba hoặc bốn bức thư cho Foster vào đầu tháng 3 năm 1981. Foster đã đưa những bức thư này cho một hiệu trưởng trường Yale, người đã giao chúng cho sở cảnh sát trường Yale, nơi đã tìm cách nhưng không truy tìm được Hinckley.

## Nỗ lực ám sát
Vào ngày 21 tháng 3 năm 1981, tân tổng thống Ronald Reagan, người nhậm chức vào ngày 20 tháng 1 năm 1981, và vợ ông Nancy đã đến thăm Nhà hát Ford ở Washington, D.C., để tham dự một sự kiện gây quỹ. Trong cuốn tự truyện An American Life, Reagan nhớ lại:
I looked up at the presidential box above the stage where Abe Lincoln had been sitting the night he was shot and felt a curious sensation ... I thought that even with all the Secret Service protection we now had, it was probably still possible for someone who had enough determination to get close enough to the president to shoot him.

Tôi nhìn lên hộp dành cho tổng thống phía trên sân khấu nơi Abe Lincoln đã ngồi vào đêm ông bị bắn và cảm thấy một cảm giác kỳ lạ... Tôi nghĩ rằng ngay cả với tất cả sự bảo vệ của Mật vụ mà chúng tôi hiện có, có lẽ vẫn có thể có người đủ quyết tâm để đến đủ gần tổng thống để bắn ông ấy.

### Bài phát biểu tại Khách sạn Washington Hilton
Vào ngày 28 tháng 3, Hinckley đến Washington, D.C., bằng xe buýt và làm thủ tục nhận phòng tại Khách sạn Park Central. Ban đầu, anh ta dự định tiếp tục đến New Haven trong một nỗ lực khác để mê đắm Foster.  Anh ta để ý đến lịch trình của Reagan được công bố trên tờ The Washington Star  và đã quyết định hành động. Hinckley biết rằng anh ta có thể bị giết trong vụ ám sát, và anh ta đã viết nhưng không gửi thư cho Foster khoảng hai giờ trước khi cố gắng ám sát tổng thống. Trong thư, anh ta nói rằng anh ta hy vọng sẽ gây ấn tượng với cô ấy bằng mức độ hành động của mình và rằng anh ta sẽ "từ bỏ ý định chiếm được Reagan trong một giây nếu anh chỉ có thể chiếm được trái tim em và sống hết quãng đời còn lại với em."
Vào ngày 30 tháng 3, Reagan đã có bài phát biểu trong bữa trưa với các đại diện của AFL–CIO tại Washington Hilton. Mật vụ rất quen thuộc với khách sạn này, đã kiểm tra nơi này hơn 100 lần cho các chuyến thăm của tổng thống kể từ đầu những năm 1970. Hilton được coi là địa điểm an toàn nhất ở Washington vì có lối đi khép kín, an toàn được gọi là "Đường đi của Tổng thống", được xây dựng sau vụ ám sát John F. Kennedy năm 1963. Reagan bước vào tòa nhà qua lối đi này vào khoảng 1:45 chiều, vẫy tay chào đám đông các phương tiện truyền thông và người dân. Mật vụ đã yêu cầu ông phải mặc áo chống đạn trong một số sự kiện, nhưng Reagan đã không mặc áo trong bài phát biểu, vì sự tiếp xúc công khai duy nhất của ông sẽ là khoảng cách 30 feet (9m) giữa khách sạn và chiếc xe limousine của ông, và cơ quan này không yêu cầu các đặc vụ phải mặc áo chống đạn vào ngày hôm đó. Không ai thấy Hinckley có hành vi bất thường. Những nhân chứng báo cáo rằng ông "bồn chồn" và "bồn chồn" dường như đã nhầm Hinckley với một người khác mà Cơ quan Mật vụ đã theo dõi.

### Nỗ lực

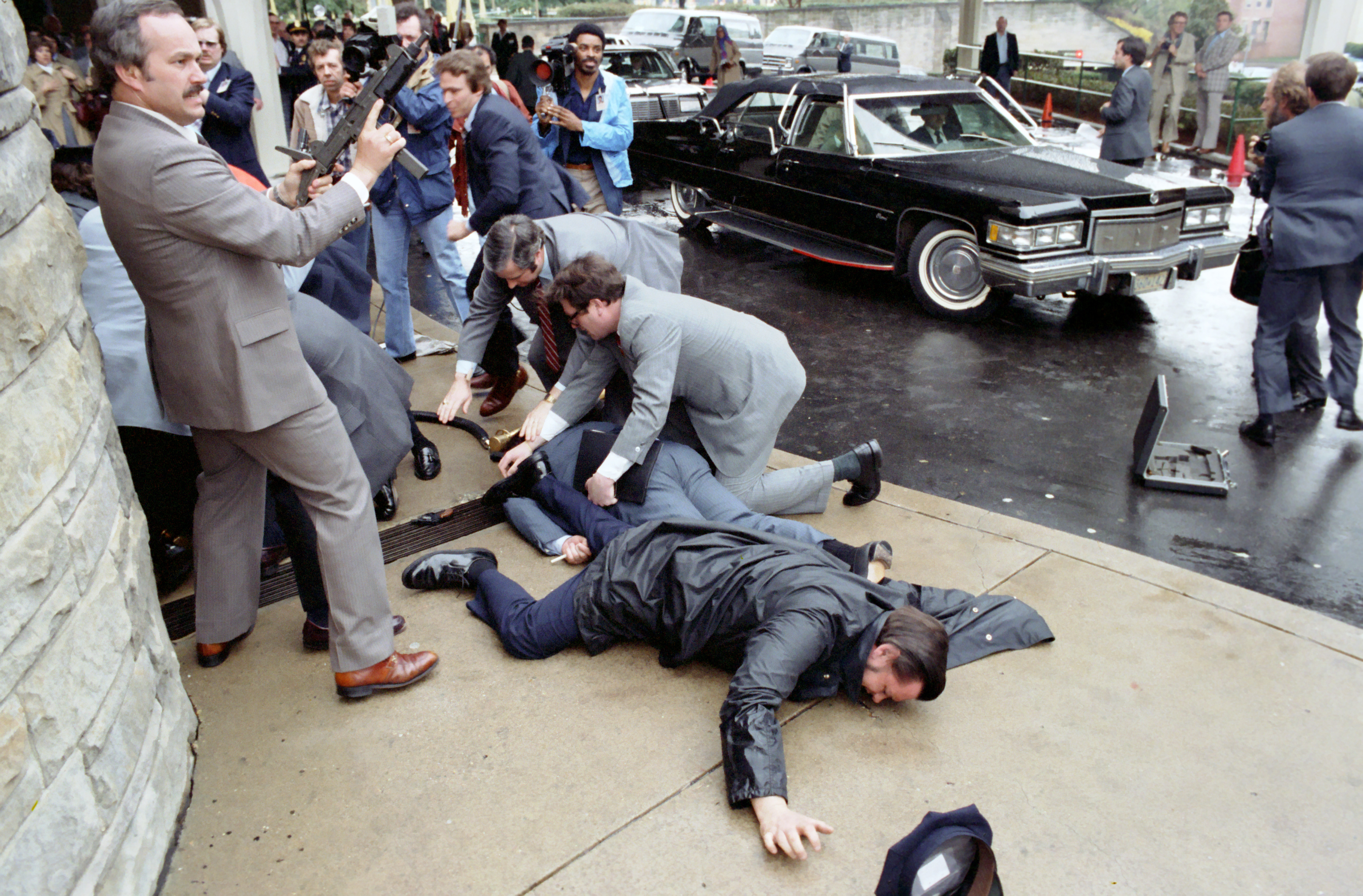
Các mật vụ bảo vệ Thư ký báo chí James Brady và cảnh sát Thomas Delahanty trong vụ ám sát Reagan. Có thể thấy mật vụ Robert Wanko đang mở báng súng Uzi trong trường hợp bị tấn công thêm.

Vào lúc 2:27 chiều, Reagan rời khỏi khách sạn qua "Đường đi của Tổng thống" trên Đại lộ Florida, nơi các phóng viên đang đợi. Ông rời khỏi lối ra T Street NW hướng về chiếc xe limousine đang chờ của mình trong khi Hinckley đợi trong đám đông người hâm mộ. Mật vụ đã kiểm tra kỹ lưỡng những người tham dự bài phát biểu của tổng thống, nhưng đã mắc sai lầm lớn khi cho phép một nhóm không được kiểm tra đứng cách ông trong vòng 15 ft (4,5m), sau một sợi dây thừng. Cơ quan này sử dụng nhiều lớp bảo vệ. Cảnh sát địa phương ở lớp ngoài kiểm tra nhanh mọi người, các mật vụ ở lớp giữa kiểm tra vũ khí và nhiều mật vụ hơn tạo thành lớp trong ngay xung quanh tổng thống. Hinckley đã xuyên thủng hai lớp đầu tiên.
Trong khi hàng trăm người vỗ tay Reagan, tổng thống bất ngờ đi ngang qua ngay trước mặt Hinckley. Các phóng viên đứng sau rào chắn bằng dây thừng cách đó 20 feet (6m) đã đặt câu hỏi. Khi Mike Putzel của Associated Press hét lên "Ngài Tổng thống—", Hinckley đã ngồi xổm xuống và nhanh chóng bắn một khẩu súng lục ổ quay thép xanh Röhm RG-14 .22 LR sáu phát trong 1,7 giây, bắn trượt tổng thống với cả sáu phát.
Vòng đầu tiên trúng vào đầu thư ký báo chí Nhà Trắng James Brady ở phía trên mắt trái, xuyên qua bên dưới não và làm vỡ khoang não của ông. Thuốc nổ nhỏ trong viên đạn phát nổ khi va chạm. Cảnh sát Quận Columbia Thomas Delahanty nhận ra âm thanh đó là tiếng súng và quay đầu đột ngột sang trái để xác định kẻ nổ súng. Khi làm như vậy, anh ta bị bắn vào gáy bởi phát súng thứ hai, viên đạn bật ra khỏi cột sống. Delahanty ngã đè lên Brady, hét lên "Tôi bị trúng đạn!".
Hinckley giờ đã có một cú bắn rõ ràng vào tổng thống, nhưng Alfred Antenucci, một viên chức lao động của Cleveland, Ohio đang đứng gần đó, đã nhìn thấy Hinckley bắn hai phát đầu tiên, trúng vào đầu ông ta và bắt đầu vật ông ta xuống đất. Khi nghe thấy tiếng súng, Đặc vụ phụ trách Jerry Parr gần như ngay lập tức túm lấy vai Reagan và lao về phía cửa sau mở của chiếc xe limousine. Đặc vụ Ray Shaddick đi theo ngay sau Parr để hỗ trợ ném cả hai người đàn ông vào xe. Viên đạn thứ ba bay qua tổng thống, thay vào đó bắn trúng cửa sổ của một tòa nhà bên kia đường. Hành động của Parr có thể đã cứu Reagan khỏi bị bắn vào đầu.
Khi Parr đẩy Reagan vào chiếc xe limousine, mật vụ Tim McCarthy đã nhanh chóng chú ý đến tiếng súng, xoay người sang phải và đứng vào làn đạn. McCarthy dang rộng tay chân, đứng rộng trước mặt Reagan và Parr để trở thành mục tiêu. McCarthy bị trúng viên đạn thứ tư vào bụng dưới, viên đạn xuyên qua phổi phải, cơ hoành và thùy gan phải của ông. Viên đạn thứ năm bắn trúng kính chống đạn của cửa sổ trên cửa sau mở của chiếc limousine khi Reagan và Parr đi qua phía sau. Viên đạn thứ sáu và cũng là viên đạn cuối cùng bật ra khỏi mặt bọc thép của chiếc limousine, xuyên qua khoảng không giữa cửa sau mở và khung xe và bắn trúng vào nách trái của tổng thống. Viên đạn sượt qua một xương sườn và găm vào phổi của ông, khiến phổi bị xẹp một phần trước khi dừng lại cách tim ông chưa đầy một inch (25mm).

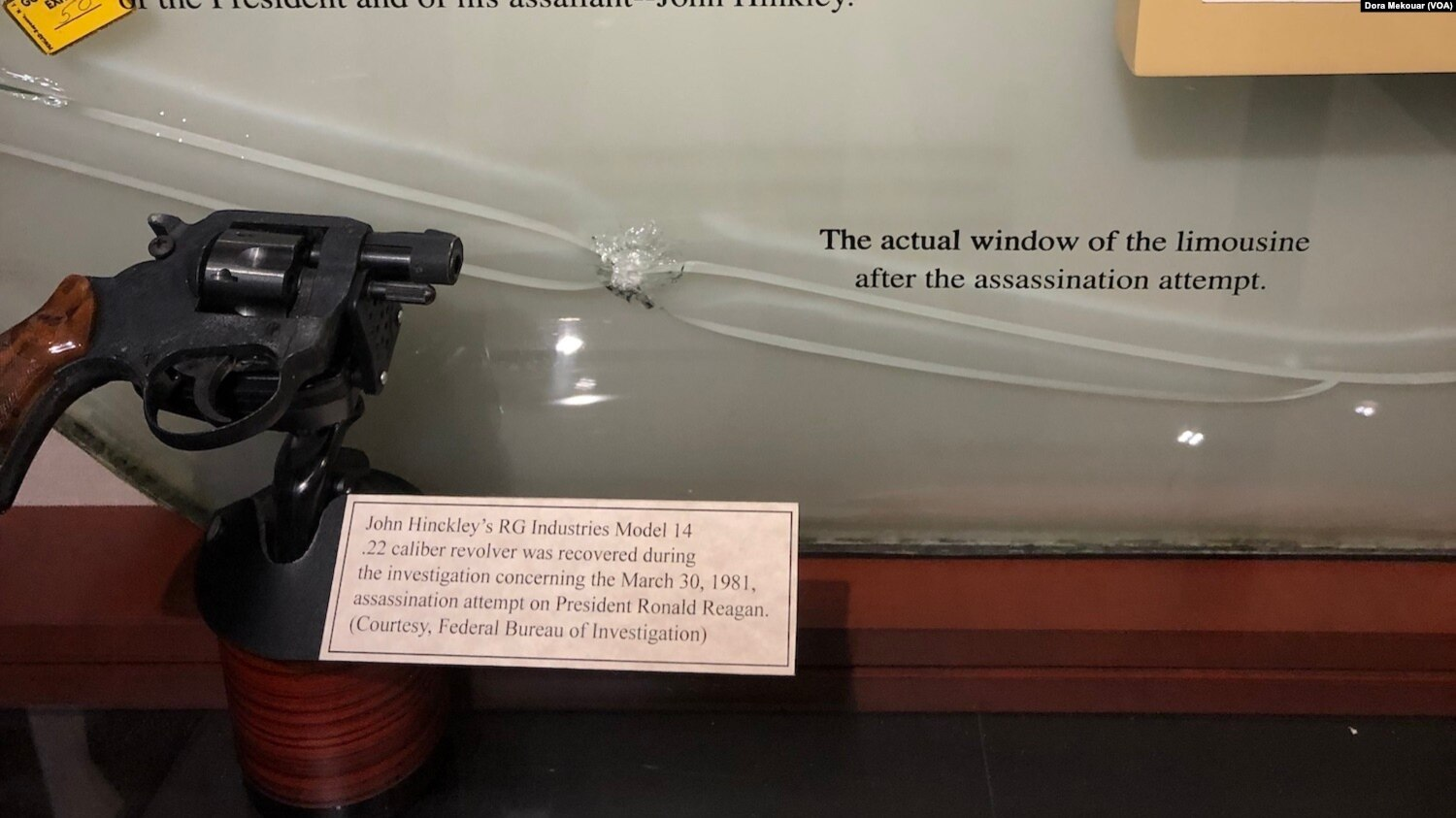
Súng lục ổ quay .22 (5,6 mm) của John Hinckley được sử dụng trong vụ ám sát, được trưng bày tại bảo tàng hạn chế ra vào của Cơ quan Mật vụ, năm 2022

Chỉ vài phút sau những phát súng đầu tiên, mật vụ Dennis McCarthy (không phải là họ hàng thân thích của mật vụ Tim McCarthy) đã lao qua vỉa hè và đáp thẳng xuống Hinckley, trong khi những người khác đẩy Hinckley xuống đất. Một viên chức lao động khác của khu vực Cleveland, Frank J. McNamara, đã tham gia cùng Antenucci và bắt đầu đấm vào đầu Hinckley, đấm mạnh đến mức khiến ông ta chảy máu. Dennis McCarthy sau đó đã báo cáo rằng ông ta phải "đánh hai công dân" để buộc họ thả Hinckley. Mật vụ Robert Wanko đã triển khai một khẩu súng tiểu liên Uzi giấu trong một chiếc cặp để bảo vệ cuộc di tản của tổng thống và để ngăn chặn một cuộc tấn công nhóm tiềm tàng.
Ngày sau vụ nổ súng, khẩu súng của Hinckley đã được trao cho ATF, nơi đã lần ra nguồn gốc của nó. Chỉ trong vòng 16 phút, các đặc vụ phát hiện ra rằng khẩu súng đã được mua tại Rocky's Pawn Shop ở Dallas, Texas vào ngày 13 tháng 10 năm 1980. Nó đã được nạp sáu hộp đạn hiệu Devastator, chứa các chất nổ nhỏ bằng nhôm và chì azide được thiết kế để phát nổ khi tiếp xúc, nhưng viên đạn bắn trúng Brady là viên đạn duy nhất phát nổ. Vào ngày 2 tháng 4, sau khi biết rằng những viên đạn khác có thể phát nổ bất cứ lúc nào, các bác sĩ tình nguyện mặc áo chống đạn đã lấy viên đạn ra khỏi cổ Delahanty.

### Bệnh viện Đại học George Washington
Sau khi Cơ quan Mật vụ lần đầu tiên thông báo "có tiếng súng nổ" qua mạng lưới radio của mình lúc 2:27 chiều, Reagan—mật danh "Rawhide"—đã bị các mật vụ đưa khỏi hiện trường trên xe limousine ("Stagecoach"). Không ai biết rằng Reagan đã bị bắn. Sau khi Parr khám xét cơ thể Reagan và không tìm thấy máu, ông tuyên bố rằng "Rawhide vẫn ổn... chúng ta sẽ đến Crown" (Nhà Trắng), vì ông thích cơ sở y tế của nơi này hơn là một bệnh viện không được bảo vệ.
Reagan rất đau đớn vì viên đạn bắn vào xương sườn, và tin rằng xương sườn của mình đã bị gãy khi Parr đẩy ông vào xe limousine. Khi đặc vụ kiểm tra xem ông có vết thương do súng bắn không, Reagan đã ho ra máu tươi, có bọt. Mặc dù tổng thống tin rằng ông đã cắt môi, Parr đánh giá rằng xương sườn bị gãy đã đâm thủng phổi của Reagan và ra lệnh cho đoàn xe chuyển hướng đến Bệnh viện Đại học George Washington gần đó , nơi Mật vụ kiểm tra định kỳ để sử dụng. Chiếc limousine đến đó chưa đầy bốn phút sau khi rời khách sạn, trong khi các đặc vụ khác đưa Hinckley đến một nhà tù ở D.C., và Nancy Reagan ("Rainbow") rời Nhà Trắng đến bệnh viện.
Mặc dù Parr đã yêu cầu một chiếc cáng, không có chiếc nào sẵn sàng tại bệnh viện, nơi thường không đặt một chiếc cáng ở lối vào khoa cấp cứu. Reagan bước ra khỏi xe limousine và khăng khăng đòi đi bộ. Ông hành động một cách bình thản và mỉm cười với những người xung quanh khi bước vào bệnh viện. Trong khi ông vào bệnh viện mà không cần trợ giúp, khi vào bên trong, Reagan phàn nàn về việc khó thở, đầu gối ông khuỵu xuống và ông khuỵu một chân xuống. Parr và những người khác đã hỗ trợ ông vào khoa cấp cứu. Bác sĩ của tổng thống Daniel Ruge đã ở gần Reagan trong vụ nổ súng và đến bằng một chiếc xe riêng. Tin rằng tổng thống có thể đã lên cơn đau tim, Ruge khăng khăng yêu cầu nhóm chấn thương của bệnh viện phẫu thuật cho Reagan như họ sẽ làm với bất kỳ bệnh nhân nào khác. Khi một nhân viên bệnh viện hỏi trợ lý của Reagan là Michael Deaver về tên và địa chỉ của bệnh nhân, chỉ khi Deaver nói "1600 Pennsylvania", nhân viên đó mới nhận ra rằng tổng thống đang ở khoa cấp cứu.
Nhóm y tế, do Joseph Giordano chỉ huy, đã cắt bộ vest "nghìn đô la" được may riêng của Reagan để khám cho ông. Reagan phàn nàn về chi phí của bộ vest bị hỏng, được một trợ lý trích dẫn trong một cuộc họp báo để trấn an công chúng rằng tổng thống vẫn khỏe mạnh. Các sĩ quan quân đội, bao gồm cả người mang theo va li hạt nhân, đã cố gắng ngăn cản các đặc vụ FBI tịch thu bộ vest, ví của Reagan và các vật dụng khác làm bằng chứng nhưng không thành công. Thẻ Gold Codes nằm trong ví và FBI không trả lại cho đến hai ngày sau đó.
Các nhân viên y tế phát hiện huyết áp tâm thu của Reagan là 60 so với mức bình thường là 140, cho thấy ông bị sốc và biết rằng hầu hết những người 70 tuổi trong tình trạng của tổng thống sẽ không qua khỏi. Tuy nhiên, Reagan có sức khỏe thể chất tuyệt vời và đã bị bắn bằng viên đạn cỡ .22 (5,6 mm) thay vì viên đạn lớn hơn .38 (9,7 mm) như lo ngại ban đầu. Họ đã điều trị cho ông bằng dịch truyền tĩnh mạch, oxy, độc tố uốn ván và ống dẫn lưu ngực và làm Parr ngạc nhiên—người vẫn tin rằng ông đã làm gãy xương sườn của tổng thống—khi tìm thấy lối vào của vết thương do súng bắn. Các bác sĩ đã phẫu thuật cho Brady và điệp viên bị thương Tim McCarthy gần tổng thống.
Khi Nancy Reagan đến khoa cấp cứu, Reagan nói với bà, "Em yêu, anh quên cúi xuống", mượn câu thoại của võ sĩ quyền Anh Jack Dempsey nói với vợ anh vào đêm anh bị Gene Tunney đánh. Trong khi được đặt nội khí quản, ông viết nguệch ngoạc cho một y tá, "Nói chung, anh thà ở Philadelphia", mượn một câu thoại của W.C. Fields. Mặc dù Reagan đã cận kề cái chết, nhưng hành động nhanh chóng của đội—và quyết định lái xe đến bệnh viện thay vì Nhà Trắng của Parr—có thể đã cứu sống tổng thống. Trong vòng 30 phút, Reagan rời khoa cấp cứu để phẫu thuật, với huyết áp bình thường. Sau đó, ông đã trải qua ca phẫu thuật thăm dò khẩn cấp để kiểm tra tổn thương nội tạng và lấy viên đạn ra. Trưởng khoa phẫu thuật lồng ngực, Benjamin L. Aaron, đã thực hiện ca phẫu thuật mở ngực kéo dài 105 phút vì tình trạng chảy máu vẫn tiếp diễn. Cuối cùng, Reagan đã mất hơn một nửa lượng máu của mình trong khoa cấp cứu và trong quá trình phẫu thuật, nhưng viên đạn đã được lấy ra thành công.
Trong phòng phẫu thuật, Reagan tháo mặt nạ dưỡng khí ra để nói đùa, "Tôi hy vọng tất cả các bạn đều là Đảng viên Cộng hòa." Các bác sĩ và y tá cười, và Giordano, một Đảng viên Dân chủ, trả lời, "Hôm nay, thưa ngài Tổng thống, tất cả chúng ta đều là đảng viên Cộng hòa." Quá trình hậu phẫu của Reagan phức tạp do sốt, được điều trị bằng thuốc kháng sinh. Vì Reagan đã vào phòng phẫu thuật trong tình trạng tỉnh táo và không bị sốc, và ca phẫu thuật là thông thường, nên các bác sĩ và những người khác dự đoán rằng ông có thể xuất viện sau hai tuần, trở lại làm việc tại Phòng Bầu dục sau một tháng và hoàn toàn bình phục sau sáu đến tám tuần mà không có tác dụng phụ lâu dài.

## Phản hồi ngay sau đó
Cố vấn An ninh Quốc gia Richard Allen theo truyền thống sẽ chịu trách nhiệm quản lý khủng hoảng cho nhánh hành pháp, nhưng Ngoại trưởng Alexander Haig muốn đảm nhiệm vai trò này. Sáu ngày trước vụ xả súng, Phó Tổng thống George H. W. Bush đã nhận được nhiệm vụ thay thế. Allen và Hội đồng An ninh Quốc gia sẽ hỗ trợ ông. Reagan đã thuyết phục Haig tức giận không từ chức. Theo báo cáo, vị bộ trưởng này đã "đập bàn vì thất vọng và tức giận". Khi tin tức về vụ ám sát đến Nhà Trắng, Haig đã có mặt ở đó. Ông thúc giục phó tổng thống—người đang đến thăm Texas lần đầu tiên kể từ lễ nhậm chức—quay trở lại, nhưng kết nối bằng giọng nói với Bush trên Air Force Two rất yếu và không biết liệu họ có nghe thấy nhau hay không.
Đến 2:35 chiều, Bush được thông báo về vụ nổ súng. Ông rời Fort Worth, Texas và dựa vào các báo cáo ban đầu rằng Reagan không bị thương, ông bay đến Austin để có bài phát biểu. Vào lúc 3:14 chiều, 47 phút sau vụ nổ súng, Haig đã gửi một tin nhắn điện báo được mã hóa cho Bush:
MR. VICE PRESIDENT: IN THE INCIDENT YOU WILL HAVE HEARD ABOUT BY NOW, THE PRESIDENT WAS STRUCK IN THE BACK AND IS IN SERIOUS CONDITION. MEDICAL AUTHORITIES ARE DECIDING NOW WHETHER OR NOT TO OPERATE. RECOMMEND YOU RETURN TO DC AT EARLIEST POSSIBLE MOMENT. SECRETARY ALEXANDER HAIG, JR.

NGÀI PHÓ TỔNG THỐNG: TRONG VỤ VIỆC MÀ NGÀI ĐÃ NGHE ĐẾN GIỜ, TỔNG THỐNG ĐÃ BỊ ĐÁNH VÀO LƯNG VÀ ĐANG TRONG TÌNH TRẠNG NGHIÊM TRỌNG. CÁC CƠ QUAN Y TẾ ĐANG QUYẾT ĐỊNH HIỆN NAY CÓ TIẾN HÀNH HAY KHÔNG. KHUYẾN NGHỊ NGÀI TRỞ LẠI DC SỚM NHẤT CÓ THỂ. BỘ TRƯỞNG ALEXANDER HAIG, JR.

Không lực Hai tiếp nhiên liệu ở Austin trước khi quay trở lại Washington, với tốc độ mà phi công mô tả là nhanh nhất trong lịch sử máy bay. Máy bay không có hệ thống liên lạc thoại an toàn và các cuộc thảo luận của Bush với Nhà Trắng đã bị chặn lại và chuyển cho báo chí.
Cố vấn Nhà Trắng Fred Fielding ngay lập tức chuẩn bị cho việc chuyển giao quyền lực của tổng thống theo Tu chính án thứ 25, và chánh văn phòng James A. Baker cùng cố vấn của Tổng thống Edwin Meese đã đến bệnh viện của Reagan vẫn tin rằng tổng thống không bị thương. Trong vòng năm phút sau vụ nổ súng, các thành viên Nội các bắt đầu tập trung tại Phòng Tình hình Nhà Trắng. Nội các và Cơ quan Mật vụ ban đầu không chắc chắn liệu vụ nổ súng có phải là một phần của một cuộc tấn công lớn hơn của bọn khủng bố hay của một cơ quan tình báo nước ngoài như KGB. Căng thẳng với Liên Xô lên cao vì phong trào Đoàn kết ở Ba Lan cộng sản.
Nội các cũng lo ngại rằng Liên Xô sẽ lợi dụng tình hình bất ổn để tiến hành một cuộc tấn công hạt nhân. Sau vụ nổ súng, quân đội Hoa Kỳ phát hiện hai tàu ngầm mang tên lửa đạn đạo của Liên Xô tuần tra ở gần bờ biển phía Đông của Hoa Kỳ một cách bất thường, điều này có thể cho phép tên lửa của họ đến Washington, D.C. nhanh hơn bình thường hai phút. Bộ trưởng Quốc phòng Caspar Weinberger phản ứng bằng cách đặt Bộ Tư lệnh Không quân Chiến lược vào tình trạng báo động cao. Haig, Weinberger và Allen đã thảo luận về nhiều vấn đề, bao gồm vị trí của quả bóng hạt nhân, sự hiện diện của tàu ngầm, một cuộc xâm lược có thể xảy ra của Liên Xô chống lại cuộc tấn công cảnh báo năm 1981 ở Ba Lan và thứ tự kế vị tổng thống. Mặc dù máy ghi âm thường không được phép vào Phòng Tình hình, nhưng Allen đã ghi lại những cuộc họp này với sự đồng ý của những người tham gia và năm giờ băng ghi âm đã được công khai kể từ đó.
Nhóm đã lấy được một quả bóng hạt nhân và thẻ Gold Codes trùng lặp và giữ nó trong Phòng Tình hình. Quả bóng của Reagan vẫn ở với viên sĩ quan tại bệnh viện, và Bush cũng có một thẻ và quả bóng. Những người tham gia thảo luận về việc có nên nâng mức báo động của quân đội hay không và tầm quan trọng của việc làm như vậy mà không thay đổi mức DEFCON. Cuối cùng, họ xác định rằng số lượng tàu ngầm Liên Xô là bình thường. Một cặp tàu ngầm Liên Xô đang tiếp quản khu vực tuần tra từ một cặp khác, một hoạt động cứu trợ thường xuyên diễn ra vào cuối tháng. Tuy nhiên, một trong bốn tàu ngầm đang tuần tra ở gần bờ biển một cách bất thường. Khi cân nhắc đến những căng thẳng đang diễn ra ở Ba Lan, Weinberger đã ra lệnh cho Bộ Tư lệnh Không quân Chiến lược được đặt trong tình trạng báo động, nhưng ông không tiết lộ trạng thái báo động cho công chúng.
Khi biết rằng Reagan đang phẫu thuật, Haig tuyên bố, "bánh lái ở ngay đây. Và điều đó có nghĩa là ngay trên chiếc ghế này, theo hiến pháp, cho đến khi phó tổng thống đến đây". Tuy nhiên, Haig đã sai. Với tư cách là Bộ trưởng Ngoại giao đương nhiệm, ông đứng thứ tư sau Phó Tổng thống Bush, Chủ tịch Hạ viện Tip O'Neill và Chủ tịch Thượng viện tạm quyền Strom Thurmond trong danh sách kế nhiệm. Theo 3 USC § 19, O'Neill và Thurmond sẽ phải từ chức để trở thành quyền tổng thống. Mặc dù những người khác trong phòng biết rằng tuyên bố của Haig là không đúng về mặt hiến pháp, nhưng họ đã không phản đối vào thời điểm đó, để tránh xung đột. Sau đó, Allen nói rằng mặc dù Haig "liên tục, không ngừng đánh trống về một số biến thể của 'Tôi phụ trách, tôi là cấp trên' ", ông và Fielding "không quan tâm" vì Bush sẽ phụ trách khi ông đến.

Ngoại trưởng Alexander Haig phát biểu với báo chí về vụ xả súng.

Cùng lúc đó, một cuộc họp báo đang diễn ra tại Phòng họp báo của Nhà Trắng. Phóng viên CBS Lesley Stahl đã hỏi phó thư ký báo chí Larry Speakes rằng ai đang điều hành chính phủ, và Speakes trả lời, "Tôi không thể trả lời câu hỏi đó vào lúc này". Sau khi nghe nhận xét của Speakes, Haig đã viết và chuyển một ghi chú cho Speakes, ra lệnh cho ông ta rời khỏi bục phát biểu ngay lập tức. Vài phút sau, Haig bước vào Phòng họp báo, nơi ông ta đưa ra tuyên bố gây tranh cãi sau:
Constitutionally, gentlemen, you have the president, the vice president and the secretary of state, in that order, and should the president decide he wants to transfer the helm to the vice president, he will do so. As of now, I am in control here, in the White House, pending the return of the vice president and in close touch with him. If something came up, I would check with him, of course.

Về mặt hiến pháp, thưa các quý ông, các vị có tổng thống, phó tổng thống và bộ trưởng ngoại giao, theo thứ tự đó, và nếu tổng thống quyết định muốn chuyển giao quyền lực cho phó tổng thống, ông ấy sẽ làm như vậy. Hiện tại, tôi đang nắm quyền kiểm soát ở đây, tại Nhà Trắng, chờ phó tổng thống trở về và liên lạc chặt chẽ với ông ấy. Nếu có vấn đề gì xảy ra, tất nhiên tôi sẽ kiểm tra với ông ấy.

Mặc dù quen thuộc với Phòng họp báo khi còn là chánh văn phòng của Richard Nixon, Stahl mô tả Haig là "rõ ràng là bị sốc", và Associated Press viết rằng "giọng nói của ông liên tục nghẹn ngào và run rẩy vì cảm xúc, và cánh tay ông run rẩy". Những người trong Phòng tình hình được cho là đã cười khi nghe ông nói "Tôi đang kiểm soát tình hình ở đây", và Allen sau đó nói "Tôi đã rất ngạc nhiên khi ông ấy lại nói một điều gì đó ngu ngốc đến vậy". Sau đó, Haig nói:
I wasn't talking about transition. I was talking about the executive branch, who is running the government. That was the question asked. It was not "Who is in line should the President die?"

Tôi không nói về quá trình chuyển đổi. Tôi đang nói về nhánh hành pháp, những người đang điều hành chính phủ. Đó là câu hỏi được đặt ra. Không phải là "Ai sẽ là người tiếp quản nếu Tổng thống qua đời?"

Mặc dù Haig đã tuyên bố trong Phòng họp báo rằng "Hoàn toàn không có biện pháp cảnh báo nào là cần thiết hoặc được cân nhắc vào thời điểm này", trong khi ông đang phát biểu, Weinberger đã nâng mức cảnh báo của quân đội. Sau khi Haig trở lại Phòng tình hình, ông phản đối việc Weinberger làm như vậy, vì điều đó khiến ông ta có vẻ là kẻ nói dối, mặc dù với tư cách là phó tổng tư lệnh, chỉ có Reagan là cấp trên Weinberger trong Cơ quan chỉ huy quốc gia. Weinberger và những người khác cáo buộc Haig đã vượt quá thẩm quyền của mình với tuyên bố "Tôi đang kiểm soát", trong khi Haig tự bảo vệ mình bằng cách khuyên những người khác "đọc Hiến pháp", nói rằng những bình luận của ông không liên quan đến "sự kế vị" và rằng ông biết "thứ tự mổ".
Trên Không lực Hai, Bush theo dõi cuộc họp báo của Haig. Meese nói với ông rằng Reagan đã ổn định sau ca phẫu thuật lấy viên đạn ra. Phó tổng thống đến Căn cứ Không quân Andrews lúc 6:30 chiều và quyết định không bay trực thăng đến Nhà Trắng. Ông nói với một phụ tá quân sự rằng "chỉ có tổng thống hạ cánh ở Bãi cỏ phía Nam". Sau đó, Bush nói trong một cuộc phỏng vấn rằng hạ cánh ở Bãi cỏ phía Nam sẽ "tạo nên chương trình truyền hình tuyệt vời", nhưng sẽ gửi thông điệp sai đến đất nước, và chỉ ra rằng Bãi cỏ phía Nam nằm dưới cửa sổ phòng ngủ của tổng thống, nơi Đệ nhất phu nhân đang chờ tin tức về ca phẫu thuật của Reagan. Thay vào đó, Marine Two đã bay đến Đài quan sát số Một.
"Mặc dù có những đợt bùng phát và sự xao lãng ngắn ngủi", Allen nhớ lại, "nhóm quản lý khủng hoảng trong Phòng Tình hình đã làm việc rất tốt với nhau. Lãnh đạo quốc hội đã được thông báo và các chính phủ trên toàn thế giới đã được thông báo và trấn an". Ca phẫu thuật của Reagan kết thúc lúc 6:20 chiều, mặc dù ông không tỉnh lại cho đến 7:30 tối, vì vậy không thể viện dẫn Mục 3 của Tu chính án thứ 25 để đưa Bush lên làm quyền tổng thống. Phó tổng thống đến Nhà Trắng lúc 7:00 tối và không viện dẫn Mục 4 của Tu chính án thứ 25.
Bush đã chủ trì cuộc họp Phòng Tình hình, nơi nhận được thông tin cập nhật rằng cuộc tấn công toàn quốc theo kế hoạch của Ba Lan đã bị hủy bỏ. Họ đã đánh giá các hình ảnh vệ tinh mới từ Đông Âu cho thấy không có sự di chuyển quân đội Liên Xô nào gần Ba Lan. Họ tiếp tục đánh giá rằng Hinckley Jr. có khả năng đã hành động một mình sau khi được thông báo về hồ sơ bắt giữ của ông vào tháng 10 năm 1980 tại Nashville, hồ sơ này cho thấy ông đã theo dõi Tổng thống Carter khi đó. Bush tuyên bố trên truyền hình quốc gia lúc 8:20 tối:
I can reassure this nation and a watching world that the American government is functioning fully and effectively. We've had full and complete communications throughout the day.

Tôi có thể đảm bảo với quốc gia này và thế giới đang theo dõi rằng chính phủ Hoa Kỳ đang hoạt động đầy đủ và hiệu quả. Chúng tôi đã có thông tin liên lạc đầy đủ và trọn vẹn trong suốt cả ngày.

## Điều tra
FBI đã tiếp quản cuộc điều tra vào thứ Bảy. Các đặc vụ đã có lệnh khám xét và lục soát phòng khách sạn của kẻ nổ súng. Trước khi chạm vào bất cứ thứ gì, toàn bộ căn phòng đã được quay phim và chụp ảnh. Sau đó, dấu vân tay đã được tìm kiếm trong trường hợp có đồng phạm.
Theo đặc vụ Thomas J. Baker: "Những gì chúng tôi tìm thấy trong phòng của Hinckley thật kỳ lạ. Trên bàn làm việc, để chúng tôi có thể tìm thấy ông ta, là toàn bộ kế hoạch của anh ta. Anh ta đã để lại một bản đồ chỉ đường đến nơi ông ta sẽ đến. Anh ta mở tờ báo buổi sáng có nhật ký của tổng thống. Anh ta công khai sự thật rằng Reagan sẽ phát biểu trước một nhóm công đoàn tại phòng khiêu vũ của Washington Hilton. Kỳ lạ nhất là một tuyên bố - một lá thư gửi cho nữ diễn viên Jodie Foster tuyên bố rằng anh ta đang thực hiện một hành động lịch sử, một vụ ám sát tổng thống, để gây ấn tượng với cô ấy".
Số sê-ri của khẩu súng lục ổ quay của Hinckley đã được cung cấp cho Cục Rượu, Thuốc lá và Vũ khí. Cục này nhanh chóng xác định được nơi Hinckley mua khẩu súng. Cảnh sát đã tập hợp các nhân chứng tại khán phòng nơi tổng thống đã có bài phát biểu. Các mật vụ là nhân chứng hoặc có thông tin trực tiếp khác đã được xác định.
Theo Đặc vụ Thomas J. Baker: "Cuộc điều tra tiếp theo của chúng tôi, kéo dài nhiều tuần, đã lần theo lịch sử của ông Hinckley trong những tháng trước đó. Chúng tôi xác định rằng ông ta đã đi khắp đất nước, đến trường bắn và thực tế là bị ám ảnh bởi bà Foster. Ông ta đã lên kế hoạch và thực hiện một vụ ám sát tổng thống. Ông ta là một người đàn ông bị rối loạn tâm thần".

## Phản ứng công chúng
Vụ ám sát đã được ghi lại trên băng video thu thập tin tức điện tử của một số máy quay, bao gồm cả những máy quay thuộc về các mạng lưới truyền hình Big Three. ABC bắt đầu phát sóng cảnh quay lúc 2:42 chiều. Cả ba mạng lưới đều đưa tin sai rằng Brady đã chết. Khi người dẫn chương trình của ABC News Frank Reynolds, một người bạn của Brady, sau đó buộc phải rút lại bản tin, ông đã tức giận nói trên sóng với nhân viên của mình, "Thôi nào, hãy làm rõ mọi chuyện!", do sự hiểu lầm. ABC News ban đầu cũng đưa tin rằng Tổng thống Reagan không bị thương. Một mạng lưới đã đưa tin sai rằng ông đang phẫu thuật tim hở.
Trong khi CNN không có máy quay riêng tại vụ xả súng, họ có thể sử dụng nguồn cấp dữ liệu chung của NBC, và bằng cách duy trì câu chuyện trong 48 giờ, mạng lưới này, chưa đầy một năm tuổi, đã xây dựng được danh tiếng về sự kỹ lưỡng. Những người Mỹ bị sốc đã tụ tập quanh các máy thu hình tại nhà và trung tâm mua sắm. Một số người đã trích dẫn Lời nguyền Tippecanoe được cho là, và những người khác nhớ lại vụ ám sát Kennedy và Martin Luther King Jr. Các tờ báo đã in thêm các ấn bản và sử dụng các tiêu đề khổng lồ; Thượng viện Hoa Kỳ đã hoãn phiên họp, làm gián đoạn cuộc tranh luận về các đề xuất kinh tế của Reagan; và các nhà thờ đã tổ chức các buổi cầu nguyện.
Hinckley hỏi các cảnh sát bắt giữ liệu lễ trao giải Oscar đêm đó có bị hoãn lại vì vụ nổ súng không, và đúng là như vậy. Buổi lễ—mà cựu diễn viên Reagan đã ghi âm một thông điệp—diễn ra vào tối hôm sau. Tổng thống đã sống sót sau ca phẫu thuật với tiên lượng tốt. Trận bóng rổ vô địch NCAA tối hôm đó giữa Indiana và North Carolina không bị hoãn, mặc dù 18.000 khán giả ở Philadelphia đã dành một phút mặc niệm trước trận đấu, mà Indiana đã giành chiến thắng. Ngay sau vụ nổ súng, Chỉ số công nghiệp Dow Jones đã giảm trước khi Sàn giao dịch chứng khoán New York đóng cửa sớm, nhưng chỉ số này đã tăng vào ngày hôm sau khi Reagan hồi phục. Ngoài việc phải hoãn phát sóng Lễ trao giải Oscar, ABC đã tạm thời đổi tên nhân vật chính của The Greatest American Hero, ra mắt vào tháng 3, từ "Ralph Hinkley" thành "Hanley", và NBC đã hoãn một tập sắp tới của Walking Tall có tựa đề "Hit Man".

## Hậu quả

### Jodie Foster

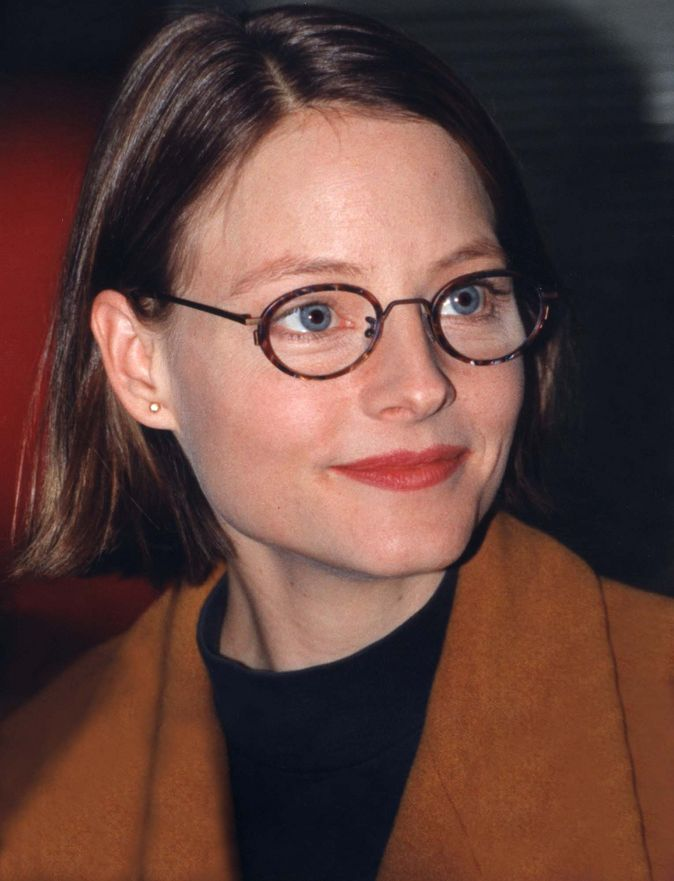
Jodie Foster vào tháng 10 năm 1995

Vụ việc là một trải nghiệm đau thương đối với Foster, 18 tuổi, người bị giới truyền thông và paparazzi săn đuổi sau đó. Cô đã nghỉ một học kỳ tại Yale và phải có vệ sĩ hộ tống mọi nơi cô đến. Sự kiện này đã tạo ra những kẻ theo dõi khác cho cô, bao gồm một người đàn ông 22 tuổi tên là Edward Michael Richardson, người mà theo Cơ quan Mật vụ chia sẻ nỗi ám ảnh tương tự với Foster, và mang theo một khẩu súng lục đã lên đạn với kế hoạch giết cô, nhưng đã thay đổi ý định sau khi xem cô biểu diễn trong một vở kịch của trường đại học.
Hinckley yêu cầu Foster làm chứng tại phiên tòa của mình. Các luật sư của Foster và Hinckley đã đạt được thỏa thuận rằng cô ấy sẽ làm như vậy trong một phiên tòa kín, chỉ có cô ấy, thẩm phán (Barrington D. Parker), các luật sư và Hinckley có mặt. Một băng ghi hình của phiên tòa này có thể được đưa ra làm bằng chứng trong phiên tòa xét xử Hinckley. Phiên tòa này diễn ra vào tháng 3 năm 1982. Trong lời khai của mình, Foster không nhìn hoặc không thừa nhận Hinckley. Điều này khiến anh ta ném một cây bút vào cô ấy và hét lên những lời đe dọa, trước khi anh ta bị cảnh sát bao vây và đưa ra khỏi phòng.
Kể từ vụ ám sát hụt, Foster chỉ bình luận về Hinckley bốn lần: một cuộc họp báo vài ngày sau vụ tấn công, một bài báo bà viết cho tạp chí Esquire năm 1982 sau khi ông bị tuyên án, trong một cuộc phỏng vấn với Charlie Rose trên chương trình 60 Minutes II năm 1999, và trong khi nói chuyện với diễn viên hài kiêm diễn viên Marc Maron trên podcast WTF with Marc Maron của anh ấy vào năm 2021. Bà đã kết thúc hoặc hủy một số cuộc phỏng vấn nếu sự kiện đó được đề cập đến, hoặc nếu bà cảm thấy rằng người phỏng vấn sẽ nhắc đến Hinckley. Đối với Maron, Foster nói rằng bà tự nguyện chọn không nói về vụ việc trong các cuộc phỏng vấn để tránh bị gắn mác là một nữ diễn viên chủ yếu được nhớ đến vì vụ việc đó, và suy ngẫm về cách mẹ bà, một cựu chuyên gia quan hệ công chúng, đã giúp bà vượt qua cơn sốt truyền thông và sự ám ảnh của công chúng về sự liên quan của bà.

### Tổng thống Ronald Reagan

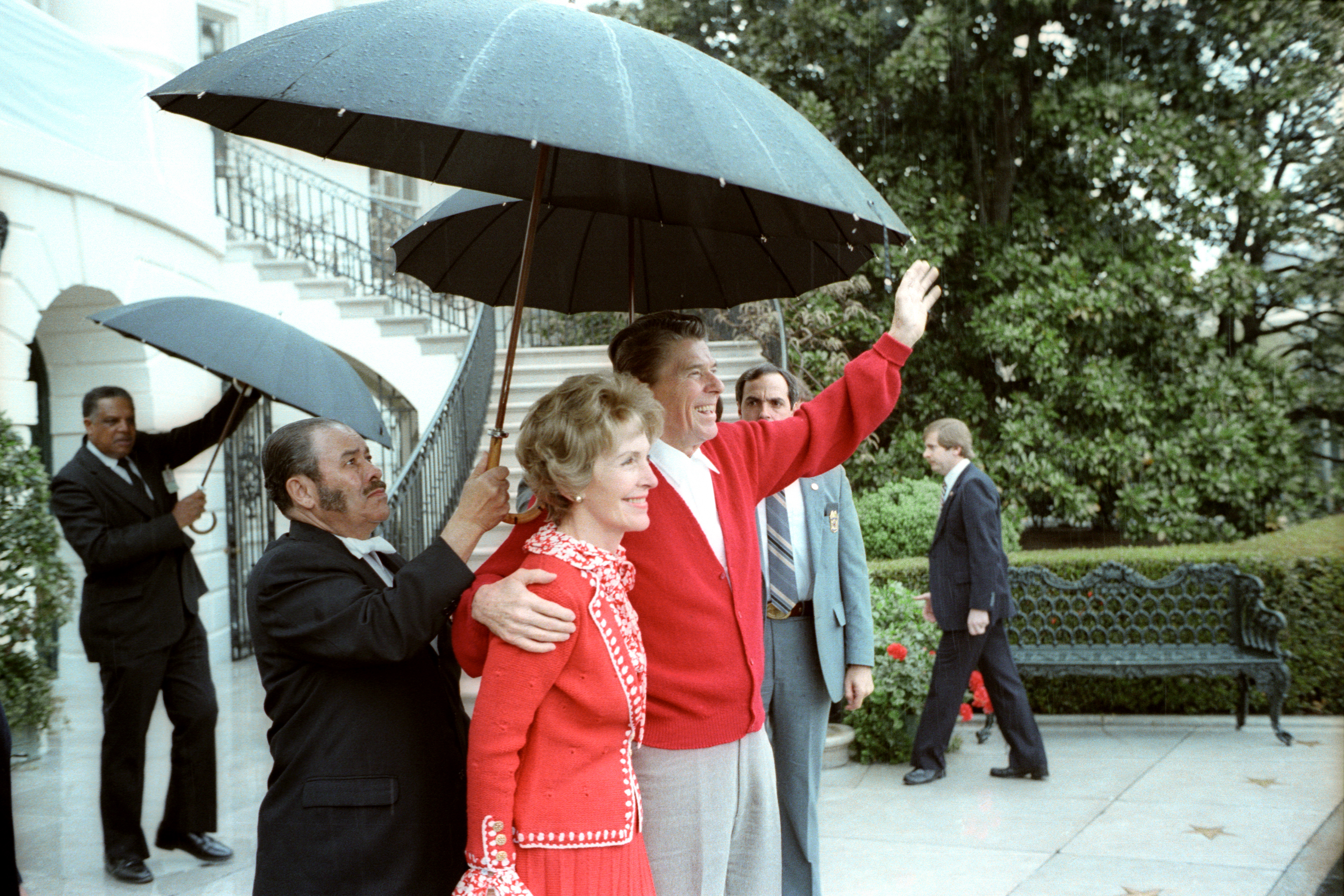
Reagan vẫy tay chào từ Nhà Trắng sau khi trở về từ bệnh viện vào ngày 11 tháng 4. Ông mặc áo chống đạn bên trong áo len đỏ.

Các nhân viên của Reagan rất lo lắng khi thấy tổng thống có vẻ đang hồi phục nhanh chóng, và sáng hôm sau ca phẫu thuật, ông đã gặp khách đến thăm và ký một văn bản luật. Reagan rời bệnh viện vào sáng ngày 11 tháng 4. Việc bước vào xe limousine rất khó khăn và ông đã nói đùa rằng điều đầu tiên ông sẽ làm ở nhà là "ngồi xuống".
Tốc độ hồi phục của Reagan đã gây ấn tượng với các bác sĩ của ông, nhưng họ khuyên tổng thống không nên làm việc tại Phòng Bầu dục trong một tuần và tránh đi du lịch trong nhiều tuần. Không có khách nào được lên lịch vào cuối tuần đầu tiên của ông. Ban đầu, Reagan làm việc hai giờ một ngày tại khu nhà ở của Nhà Trắng. Reagan không chủ trì cuộc họp Nội các cho đến ngày 26, không rời Washington cho đến ngày 49 và không tổ chức họp báo cho đến ngày 79. Ruge, bác sĩ của tổng thống, nghĩ rằng quá trình hồi phục sẽ không hoàn tất cho đến tháng 10. Các kế hoạch của Reagan trong tháng sau vụ nổ súng đã bị hủy bỏ, bao gồm chuyến thăm Trung tâm Kiểm soát Nhiệm vụ tại Trung tâm Vũ trụ Lyndon B. Johnson ở Houston, Texas, vào tháng 4 năm 1981 trong chuyến bay STS-1, chuyến bay đầu tiên của Tàu con thoi. Thay vào đó, Phó Tổng thống Bush đã gọi điện cho các phi hành gia đang quay quanh quỹ đạo trong nhiệm vụ của họ. Reagan đã đến thăm Trung tâm Kiểm soát Nhiệm vụ trong chuyến bay STS-2 vào tháng 11 năm đó.
Các sự kiện này đã góp phần vào sự nổi tiếng ban đầu của Reagan. Mặc dù ông đã có tỷ lệ ủng hộ lên tới 60% cho đến tháng 3, tỷ lệ ủng hộ của ông đã tăng vọt lên gần 70% trong những tháng tiếp theo. Riêng tư, Reagan tin rằng Chúa đã cứu mạng ông để ông có thể tiếp tục hoàn thành một mục đích lớn hơn và, mặc dù không phải là người Công giáo, các cuộc gặp gỡ với Mẹ Teresa, Hồng y Terence Cooke và người sống sót sau vụ xả súng là Giáo hoàng John Paul II đã củng cố niềm tin của ông.
Reagan trở lại Phòng Bầu dục vào ngày 25 tháng 4 và nhận được tràng pháo tay từ các nhân viên và thành viên Nội các. Ông nhắc đến tinh thần đồng đội của họ khi ông vắng mặt và nhấn mạnh, "Tôi nên vỗ tay cho các bạn". Ông xuất hiện trước công chúng lần đầu tiên trong bài phát biểu ngày 28 tháng 4 trước lưỡng viện của Quốc hội. Trong bài phát biểu, ông giới thiệu kế hoạch cắt giảm chi tiêu của mình, vốn là lời hứa trong chiến dịch tranh cử. Ông nhận được "hai tràng pháo tay đứng dậy như sấm", mà tờ The New York Times coi là "lời chào sức khỏe tốt của ông" cũng như các chương trình của ông, mà tổng thống giới thiệu bằng chủ đề phục hồi y tế. Reagan đã lắp đặt một phòng tập thể dục trong Nhà Trắng và bắt đầu tập thể dục thường xuyên ở đó, tăng cơ đến mức ông phải mua bộ đồ mới. Tuy nhiên, vụ xả súng khiến Nancy Reagan lo sợ cho sự an toàn của chồng mình. Bà đã yêu cầu ông không tái tranh cử vào năm 1984 và vì lo lắng, bà bắt đầu tham khảo ý kiến của nhà chiêm tinh Joan Quigley. Reagan với tư cách là tổng thống không bao giờ đi bộ qua đường băng sân bay nữa hoặc bước ra khỏi xe limousine của mình trên vỉa hè công cộng.

### Delahanty, Tim McCarthy và Brady

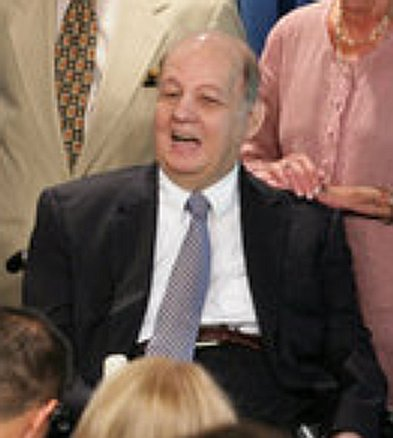
James Brady vào tháng 8 năm 2006, 8 năm trước khi ông qua đời.

Thomas Delahanty đã hồi phục nhưng bị tổn thương thần kinh vĩnh viễn ở cánh tay trái, và cuối cùng buộc phải nghỉ hưu tại Sở Cảnh sát Thủ đô do khuyết tật của mình. Tim McCarthy đã hồi phục hoàn toàn và là người đầu tiên trong số những người bị thương được xuất viện. James Brady sống sót, nhưng vết thương khiến anh bị nói lắp và liệt một phần, phải sử dụng xe lăn toàn thời gian.
Brady vẫn là thư ký báo chí trong suốt thời gian còn lại của chính quyền Reagan, nhưng đây chủ yếu là vai trò mang tính danh nghĩa. Sau đó, Brady và vợ là Sarah đã trở thành những người ủng hộ hàng đầu cho việc kiểm soát súng và các hành động khác nhằm giảm tình trạng bạo lực súng đạn ở Hoa Kỳ. Họ trở nên tích cực trong tổ chức vận động hành lang Handgun Control, Inc.—sau này được đổi tên thành Brady Campaign to Prevent Gun Violence—và thành lập tổ chức phi lợi nhuận Brady Center to Prevent Gun Violence. Đạo luật Phòng ngừa Bạo lực Súng đạn Brady đã được thông qua vào năm 1993 nhờ công trình của họ. Brady qua đời vào ngày 4 tháng 8 năm 2014 tại Alexandria, Virginia, hưởng thọ 73 tuổi.
Sau cái chết của Brady vào năm 2014, Văn phòng giám định y khoa Quận Columbia đã phán quyết cái chết là một vụ giết người bắt nguồn từ vết thương do nỗ lực ám sát Hinckley gây ra. Phán quyết này làm dấy lên khả năng Hinckley có thể phải đối mặt với các cáo buộc giết người khác trong tương lai. Tuy nhiên, các công tố viên đã từ chối làm như vậy vì hai lý do. Thứ nhất, một bồi thẩm đoàn đã tuyên bố Hinckley bị điên vào thời điểm xảy ra vụ nổ súng và lệnh cấm hiến pháp đối với việc không bị truy tố hai lần sẽ ngăn cản việc lật ngược phán quyết này vì cái chết của Brady. Thứ hai, vào năm 1981, Washington, D.C., vẫn áp dụng quy tắc " một năm và một ngày " của thông luật. Mặc dù quy tắc một năm và một ngày đã bị bãi bỏ trong quận trước năm 2014, lệnh cấm hiến pháp đối với luật hồi tố sẽ ngăn cản việc nâng cấp các cáo buộc đối với các trường hợp tử vong xảy ra ngày nay do các hành vi được thực hiện trong khi quy tắc có hiệu lực và sẽ cấm chính phủ thách thức biện hộ thành công về chứng mất trí của Hinckley dựa trên luật liên bang hiện hành.
Vụ ám sát Reagan đã làm trầm trọng thêm cuộc tranh luận về kiểm soát súng ở Hoa Kỳ, bắt đầu từ vụ ám sát John Lennon bằng súng ngắn vào tháng 12 năm 1980. Reagan đã bày tỏ sự phản đối đối với việc tăng cường kiểm soát súng ngắn sau cái chết của Lennon và nhắc lại sự phản đối của mình sau vụ ám sát của chính ông. Tuy nhiên, trong một bài phát biểu tại một sự kiện kỷ niệm 10 năm vụ ám sát, Reagan đã tán thành Đạo luật Brady:
"Anniversary" is a word we usually associate with happy events that we like to remember: birthdays, weddings, the first job. March 30, however, marks an anniversary I would just as soon forget, but cannot... four lives were changed forever, and all by a Saturday-night special – a cheaply made .22 caliber pistol – purchased in a Dallas pawnshop by a young man with a history of mental disturbance. This nightmare might never have happened if legislation that is before Congress now – the Brady bill – had been law back in 1981... If the passage of the Brady bill were to result in a reduction of only 10 or 15 percent of those numbers (and it could be a good deal greater), it would be well worth making it the law of the land. And there would be a lot fewer families facing anniversaries such as the Bradys, Delahantys, [Tim] McCarthys and Reagans face every March 30.

"Kỷ niệm" là một từ mà chúng ta thường liên tưởng đến những sự kiện vui vẻ mà chúng ta thích ghi nhớ: sinh nhật, đám cưới, công việc đầu tiên. Tuy nhiên, ngày 30 tháng 3 đánh dấu một kỷ niệm mà tôi muốn quên đi, nhưng không thể... bốn cuộc đời đã thay đổi mãi mãi, và tất cả chỉ vì một chương trình đặc biệt vào tối thứ Bảy – một khẩu súng lục cỡ nòng .22 giá rẻ – được mua tại một tiệm cầm đồ ở Dallas bởi một thanh niên có tiền sử rối loạn tâm thần. Cơn ác mộng này có thể đã không bao giờ xảy ra nếu luật hiện đang được Quốc hội xem xét - dự luật Brady – đã được ban hành vào năm 1981... Nếu việc thông qua dự luật Brady chỉ dẫn đến việc giảm 10 hoặc 15 phần trăm những con số đó (và có thể còn lớn hơn nhiều), thì việc đưa nó vào luật của đất nước là rất đáng giá. Và sẽ có ít gia đình phải kỷ niệm ngày cưới hơn như gia đình Brady, Delahanty, [Tim] McCarthy và Reagan phải đối mặt vào mỗi ngày 30 tháng 3.— Ronald Reagan

Năm 1994, Reagan đã đưa ra nhiều lời kêu gọi ủng hộ Lệnh cấm vũ khí tấn công liên bang tại Hạ viện. Ít nhất hai đại diện, Cộng hòa Scott L. Klug và Dân chủ Richard Swett, ghi nhận những nỗ lực của Reagan cho quyết định bỏ phiếu cho dự luật, cuối cùng đã được thông qua với tỷ lệ 216–214.

### Parr

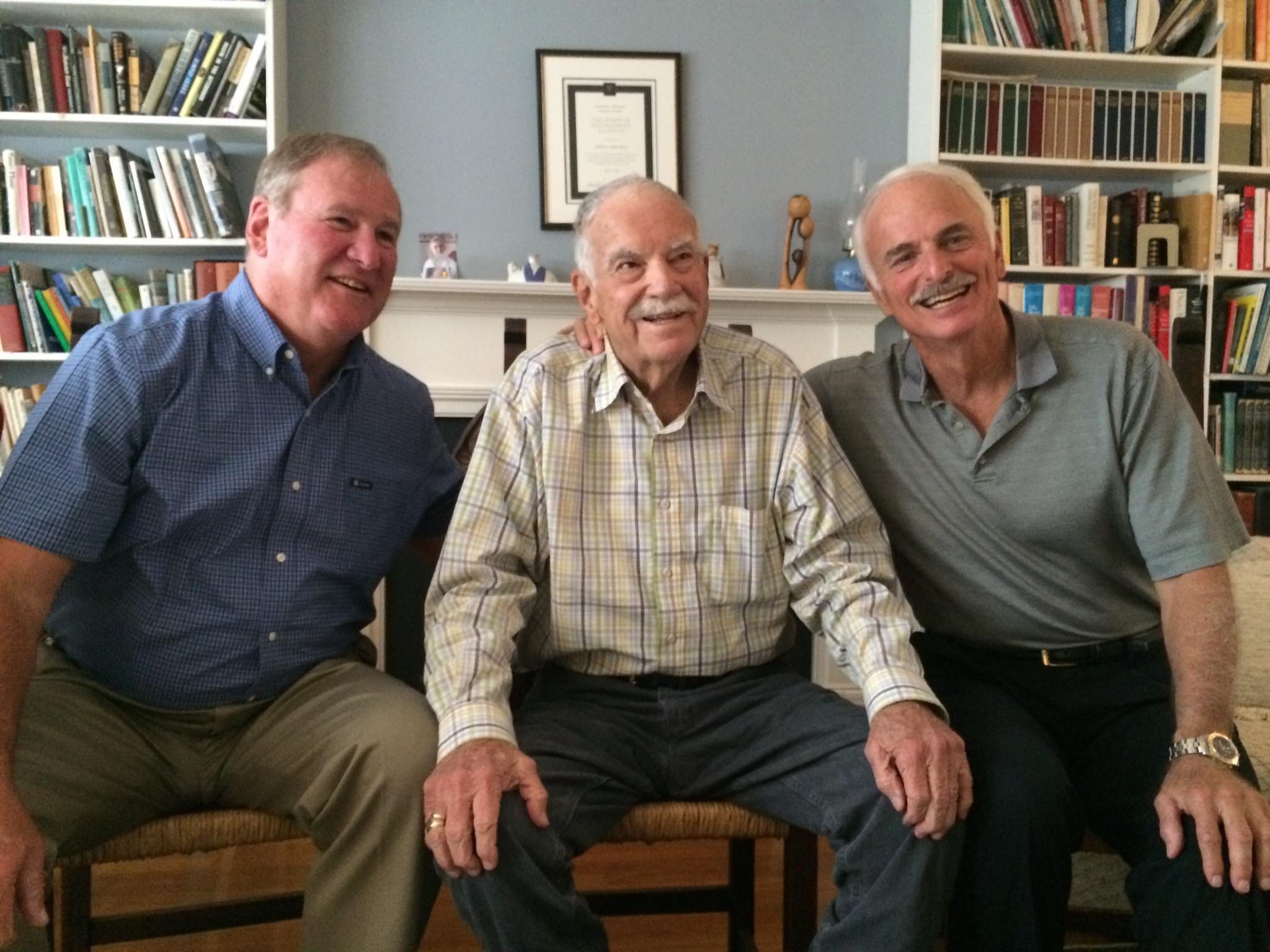
Các cựu mật vụ Hoa Kỳ Tim McCarthy, Jerry Parr và Ray Shaddick tại nhà của Parr vào tháng 9 năm 2015

Sau vụ ám sát hụt, Jerry Parr được ca ngợi là một anh hùng. Ông đã nhận được lời khen ngợi của Quốc hội vì hành động của mình và được tạp chí Parade vinh danh là một trong bốn "Cảnh sát hàng đầu" tại Hoa Kỳ. Sau đó, ông đã viết về vụ ám sát hụt trong cuốn tự truyện của mình, gọi đó là ngày tuyệt vời nhất và tồi tệ nhất trong cuộc đời mình. Parr tin rằng Chúa đã chỉ đạo cuộc đời ông để một ngày nào đó ông có thể cứu mạng tổng thống và trở thành một mục sư sau khi nghỉ hưu khỏi Cơ quan Mật vụ vào năm 1985. Ông qua đời vì suy tim sung huyết tại một bệnh viện ở Washington, D.C., vào ngày 9 tháng 10 năm 2015, hưởng thọ 85 tuổi.

### Antenucci và McNamara
Antenucci và McNamara đều bị bệnh sau vụ ám sát hụt. McNamara qua đời vào ngày 18 tháng 9 năm 1981, sáu tháng sau vụ ám sát hụt ở tuổi 62. Antenucci qua đời vào ngày 9 tháng 5 năm 1984, ở tuổi 71.

### John Hinckley
Hinckley được tuyên bố vô tội vì lý do mất trí vào ngày 21 tháng 6 năm 1982. Các báo cáo tâm thần của bên bào chữa đã phát hiện ra rằng ông ta bị mất trí trong khi các báo cáo của bên công tố tuyên bố ông ta hợp pháp và tỉnh táo. Theo lời khuyên của luật sư, ông ta từ chối lên bục để tự bào chữa cho mình. Hinckley bị giam giữ tại Bệnh viện St. Elizabeths ở Washington, D.C., toàn thời gian cho đến năm 2006, thời điểm mà ông ta bắt đầu chương trình dành nhiều thời gian hơn ở nhà mẹ mình.
Vào ngày 10 tháng 9 năm 2016, Hinckley được phép rời khỏi bệnh viện vĩnh viễn để sống toàn thời gian với mẹ mình, dưới sự giám sát của tòa án và bắt buộc phải điều trị tâm thần. Sau phiên tòa, anh ta viết rằng vụ nổ súng là "lời tỏ tình vĩ đại nhất trong lịch sử thế giới" và không hề tỏ ra hối hận vào thời điểm đó.
Phán quyết vô tội đã gây ra sự thất vọng rộng rãi, và kết quả là, Quốc hội Hoa Kỳ và một số tiểu bang đã viết lại luật liên quan đến biện hộ mất trí. Bài kiểm tra Bộ luật Hình sự Mẫu cũ đã được thay thế bằng một bài kiểm tra chuyển gánh nặng chứng minh liên quan đến sự tỉnh táo của bị cáo từ bên truy tố sang bị cáo. Ba tiểu bang đã bãi bỏ hoàn toàn biện hộ.

## Miêu tả trong văn học và văn hóa đại chúng

### Sách
- Cuốn sách Rawhide Down: The Near Assassination of Ronald Reagan (2011) của Del Quentin Wilber
- Truyện ngắn John Loves Jodie (2015) của Joe Kelly

### Trên màn hình
Sau đây là danh sách các bộ phim đề cập đến vụ ám sát hoặc mô tả một phần của vụ việc:
- Bộ phim truyền hình năm 1991 Without Warning: The James Brady Story kể lại quá trình hồi phục của James Brady.[114]
- Bộ phim truyền hình Showtime năm 2001 The Day Reagan Was Shot, dựa trên các sự kiện xung quanh vụ ám sát, mô tả cơn sốt truyền thông điên cuồng, nội các và nhân viên Nhà Trắng chia rẽ với ít quyền kiểm soát, và mối đe dọa hư cấu về khủng hoảng quốc tế. [115]
- Bộ phim truyền hình The Reagans năm 2003, tập trung vào Reagan và gia đình ông, mô tả vụ ám sát này.
- Bộ phim truyền hình năm 2018 Timeless, theo chân hai nhóm du hành thời gian xuyên suốt lịch sử nước Mỹ, mô tả nỗ lực ám sát ông trong tập 8 của mùa 2 (Tổng thể tập 24) "The Day Reagan was Shot".[116]
- Bộ phim tiểu sử lịch sử Mỹ sắp ra mắt năm 2024 có tên Reagan, kể về cuộc đời của Reagan qua lời kể của một cựu điệp viên KGB, khắc họa vụ ám sát này.

### Trên sân khấu
- Vở nhạc kịch Assassins với nhạc và lời của Stephen Sondheim và kịch bản của John Weidman có John Hinckley Jr. là một nhân vật. Vở nhạc kịch đầu tiên được công chiếu tại Off-Broadway vào năm 1990 với Greg Germann vào vai Hinckley và vở kịch Broadway giành giải Tony năm 2004 có Alexander Gemignani vào vai này.